# Marcelino Bascaran
Marcelino Bascaran Larreategui (Éibar, 1871 - 28 de mayo de 1952) fue un político socialista español.
Marcelino Bascaran fue un relevante político eibarrés de la primera mitad del siglo XX. Obrero pistolero, de los llamados txisperuak, participó en la creación y dirección de cooperativas. Cofundador de la Agrupación Socialista de Éibar hacia 1898, y más tarde de la UGT, fue concejal de la corporación municipal eibarresa y teniente de alcalde de la misma en 1919 y juez de paz en 1936. Fue presidente organizador de la Federación Metalúrgica de Guipúzcoa y del Consejo de Administración de la Cooperativa «Alfa» desde su fundación, en 1920, hasta 1936.
Recibía el apodo de "Sumendixa", nombre del caserío donde nació, en el valle de Arrate, en Éibar. Le llamaron el "cura laico" por ser el encargado de la celebración de las ceremonias en los funerales civiles, tradición que siguió su hijo Benigno, también relevante figura del socialismo vasco y padre de Aurora Bascaran, alcaldesa de Éibar desde 1987 a 1995, y senadora por Guipúzcoa en 1989 por el Partido Socialista de Euskadi (PSE).
Fue encarcelado en el franquismo. Murió el 28 de mayo de 1952.